# 米蘭卡多爾納車站
米蘭卡多爾納車站（義大利語：Stazione di Milano Cadorna）是位於義大利倫巴第大區米蘭的一座通勤車站，為米蘭城鐵S3與S4的端點站，鄰近斯福爾扎城堡。於1879年啟用，原始車站採用小木屋風格的木材建造，於1920年擴建，但該站在第二次世界大戰期間轟炸城市時被摧毀。目前的站房和同名廣場於1999年完成。該站以意大利陸軍將軍路易吉·卡多爾納命名。